# New Zealand Open 1991
Die New Zealand Open 1991 im Badminton fanden vom 31. August bis zum 1. September 1991 in Wellington statt.

## Sieger und Platzierte
| Disziplin    | Gold                            | Silber                        | Bronze                       |
| ------------ | ------------------------------- | ----------------------------- | ---------------------------- |
| Herreneinzel | Wei Yan                         | He Tim                        | Dean Galt                    |
| Herreneinzel | Wei Yan                         | He Tim                        | Kerrin Harrison              |
| Dameneinzel  | Anna Lao                        | Rhonda Cator                  | Lisa Campbell                |
| Dameneinzel  | Anna Lao                        | Rhonda Cator                  | Sheree Jefferson             |
| Herrendoppel | Peter Blackburn Darren McDonald | Dean Galt Kerrin Harrison     | Nick Hall Glenn Stewart      |
| Herrendoppel | Peter Blackburn Darren McDonald | Dean Galt Kerrin Harrison     | He Tim Jiang Tang            |
| Damendoppel  | Rhonda Cator Anna Lao           | Lisa Campbell Adele MacDonald | Sheree Jefferson Julie Still |
| Damendoppel  | Rhonda Cator Anna Lao           | Lisa Campbell Adele MacDonald | Angela Dobbs Nicole Harrison |
| Mixed        | Peter Blackburn Lisa Campbell   | Darren McDonald Anna Lao      | Dean Galt Tammy Jenkins      |
| Mixed        | Peter Blackburn Lisa Campbell   | Darren McDonald Anna Lao      | Paul Stevenson Rhonda Cator  |